# Kamuyaimimi
Kamuyaimimi (神八井耳命) est un personnage de la mythologie japonaise et l'un des trois frères nés de l'empereur Jinmu et de son épouse Himetataraisuzu-hime,. Il est surtout connu pour son rôle dans l'assassinat de Tagishimimi (en), au cours duquel lui et son frère Suizei ont tué Tagishimimi afin de protéger Suizei d'une tentative d'assassinat.
D'après le Kojiki, Kamuyaimi-no-Mikoto, l'aîné des frères, était destiné à devenir empereur. Toutefois, il a volontairement cédé le trône à son frère cadet, Suizei. Cet acte généreux est souvent comparé au « serment de subordination » échangé entre les frères légendaires Yamayukihiko et Umiyukihiko, soulignant son humilité et son altruisme.
Kamuyaimi-no-Mikoto est également associé au sanctuaire Aso, où est vénérée une divinité du nom de Takeban Ryujin (Taikei Watatsu). Selon la tradition du sanctuaire, Takeban Ryujin serait un « enfant » de Kamuyaimi-no-Mikoto, et cela est soutenu par le Kojiki, qui déclare que « Aso-kun est un descendant de Kamuyaimi-no-Mikoto ». C'était un ancêtre du clan Aso
En plus de son rôle dans l'assassinat de Tagishimimi, Kamuyaimi-no-Mikoto est également connu pour son courage et son leadership. Lorsque les princes entendirent parler du projet de Tagishimimi d'assassiner Suizei, Kamuyaimi-no-Mikoto tenta immédiatement de tuer Tagishimimi, mais ses membres tremblèrent et il fut incapable de le faire. Son jeune frère, Kamununakahamiminomikoto, a pris l'arme de son frère et est allé tuer Tagishimimi à la place.

## Des documents historiques
Selon des documents historiques, la cour impériale de Yamato envoya des membres influents de la famille impériale dans la région de la province de Shinano afin de contrôler le puissant Takeminakata (en), qui descendait des dieux Izumo et Koshi, et aussi parce que la région était une zone stratégique, point situé entre la mer du Japon et l'est. L'un de ces membres de la famille impériale était Kamuyaimi-no-Mikoto, l'ancêtre des kuni-no-miyatsuko de Shinano et fils de l'empereur Jimmu. Kamuyaimi-no-Mikoto est également mentionné dans le Kojiki, un ancien document de l'histoire japonaise, comme celui qui a fermement établi le système de l'empereur.
Le Kojiki déclare également que Kamuyaimi-no-Mikoto a nommé Takeiotatsu no Mikoto, petit-fils de Kamuyaimi-no-Mikoto, au poste de gouverneur national. On pense que cette nomination est la première fois que le roi du Japon est nommé au poste de Kunizukuri. Le palais de Shikinomizugaki était le palais du 10e empereur Sojin.
On pense que la famille de Kamuyaimi-no-Mikoto a suivi les quatre généraux provinciaux Ohiko-no-mikoto. On pense que les Shinano-no-kuni-no-miyatsuko ont été enterrés dans le tumulus de Mori Shogunzuka, situé de l'autre côté du tumulus de Kawayanagi Shogunzuka.
Le sanctuaire Hase à Shiozaki, Shinanoi, ville de Nagano, est dédié à Yaimimi no Mikoto, l'ancêtre du Shinano-no-kuninozukuri. Après l’ère du shintoïsme et du bouddhisme, le sanctuaire est devenu Hase Kannon. Avec le temple Hase à Yamato et Kamakura, le temple Hase est connu comme l'un des trois temples Hase Kannon au Japon. Le temple a été fondé sous le règne de l'empereur Seimei (règne 629-641), père de l'empereur Tenchi, et est considéré comme le plus ancien temple Hase du Japon.

## Descendance
Kamuyaimi-no-Mikoto est également l'ancêtre d'un très grand nombre de clans, comme le mentionne le Kojiki. Il s'agit notamment de l'Iwa-no-Kunino-no-Miyatsuko d'Hitachinoku, du Naka-no-Kunino-Miyatsuko d'Hitachi, du Funaki-no-Atahi d'Ise, du Niwa-no-Omi d'Owari et du Shimada-no- Minamoto, on dit également qu'il est l'ancêtre du clan Ō et le clan Aso. Les descendants de Kamuyaimi-no-mikoto ont laissé des traces partout au Japon, de Kyushu jusqu'à la région du Tohoku. Ils ont soutenu et solidifié le « Système Empereur » fondé par l'Empereur Jinmu. Taian Manpo, qui a compilé le Kojiki, est un descendant de Kamuyaimi-no-Mikoto.
Selon le Kojiki, Kamuyaimi-no-mikoto a transmis le trône impérial à son jeune frère. Les descendants de Kamuyaimi-no-Mikoto étaient responsables des rituels des sanctuaires Aso et Suwa-taisha, considérés comme les plus anciens lieux de pouvoir de l'est et de l'ouest de l'archipel japonais.

## Voir également
- Hikoyai (en) (彦八井耳命) - Certains disent qu'il était le frère, le fils ou la même personne que Kamuyaimimi. Certains pensent également qu'il est le dieu dragon national consacré au sanctuaire Aso.
- Mimi et Mi la linguistique du mi en son nom.